# Bayerisches Landesamt für Pflege
Das Bayerische Landesamt für Pflege (LfP) mit Sitz in Amberg ist eine dem Bayerischen Staatsministerium für Gesundheit, Pflege und Prävention nachgeordnete Landesbehörde.
Neben der Organisation und Umsetzung vieler Förderverfahren ist das Landesamt eine wissenschaftliche Fachbehörde in pflegefachlichen Fragen. Grundlegende Informationen werden politischen Gremien bereitgestellt, wie beispielsweise Daten über die Versorgungssituation und -strukturen im Bereich Pflege in Bayern.

## Zur Entstehung
Bayern ist das erste Bundesland mit einem eigenen Landesamt, das ausschließlich für die Belange der Pflege zuständig ist. Ministerpräsident Markus Söder hat die Gründung des LfP in seiner Regierungserklärung am 18. April 2018 als Teil des 10-Punkte-Programms zur Pflege in Bayern verkündet. Gleichzeitig wurde ein Aufbaustab zur Gründung des Landesamtes eingerichtet. Am 15. Juli 2018 haben die ersten   Mitarbeiter am neuen Dienstsitz ihre Arbeit aufgenommen. Die Bayerische Staatsministerin für Gesundheit und Pflege, Melanie Huml, MdL, und Albert Füracker, MdL, Staatsminister der Finanzen und für Heimat, eröffneten das Landesamt am 20. September 2018 offiziell.

## Dienstsitz
Das Amt hat seinen Sitz in der kreisfreien Stadt Amberg und ist im ehemaligen Bundeswehrkrankenhaus (BWK) untergebracht. Das Bundeswehrkrankenhaus wurde 1936 bis 1938 als Standortlazarett der Wehrmacht erbaut. 1957 hat die Bundeswehr die Liegenschaft übernommen. Ab 1958 erfolgten große Um- und Anbaumaßnahmen, jährlich wurden rund 40.000 Patienten im BWK behandelt. Weitere große Neubaumaßnahmen (OP-Bereich, technische Infrastruktur) folgten in den Jahren 1996 bis 2003. 2007 wurde das Krankenhaus im Rahmen der Reform der Bundeswehrkrankenhäuser geschlossen. Zwei Jahre später übernahm der Investor ParkCampus GmbH, heute Teil der denkmal.neu Gruppe, die Liegenschaft und baute das BWK in mehreren Phasen für die Neunutzung um.

## Organisation
Das LfP ist in Abteilungen und Referate aufgeteilt. Erster Präsident war Markus Schick; dieser leitete das Landesamt bis Juli 2020. Kommissarische Leiterin des LfP wurde Angela Schneider.
Der Mitarbeiterstab setzt sich aus Tarifbeschäftigten und Beamten zusammen. Am LfP arbeiten die unterschiedlichsten Berufsgruppen: Pflege- und Gesundheitswissenschaftler, Sozialpädagogen, Psychologen, Betriebswirte, Juristen, Informatiker, Architekten, Bauingenieure, Verwaltungsbeamte und Verwaltungsfachangestellte.
Das LfP ist gemäß Artikel 117 des Gesetzes zur Ausführung der Sozialgesetze (AGSG) dem Staatsministerium für Gesundheit und Pflege nachgeordnet.

## Aufgaben

### Das Bayerische Landespflegegeld
Eine zentrale Aufgabe des LfP ist die Organisation des Bayerischen Landespflegegeldes – von der Antragsbearbeitung bis hin zur Auszahlung. Das Landespflegegeld ist Teil des umfangreichen Pflegepaketes, das die Bayerische Staatsregierung im Mai 2018 beschlossen hat. Menschen, die mit Pflegegrad 2 oder höher eingestuft wurden und ihren Hauptwohnsitz in Bayern haben, haben Anspruch auf jährlich 1.000 Euro. Mit dem Landespflegegeld sollen pflegebedürftige Menschen eine Wertschätzung und eine finanzielle Unterstützung bekommen. Jährlich erhalten rund 350.000 Menschen das Bayerische Landespflegegeld.

### Der Bayerische Hebammenbonus
Seit dem 1. September 2018 können freiberufliche Hebammen den Bayerischen Hebammenbonus in Höhe von 1000 Euro pro Jahr beantragen. Damit sollen freiberufliche Hebammen in Bayern unterstützt werden, die mindestens vier Geburten im Jahr betreuen. Die 1.000 Euro werden jährlich ausbezahlt und sollen dabei helfen, eine flächendeckende Versorgung mit Hebammen sicherzustellen. Zugleich soll ein Anreiz dafür geschaffen werden, dass freiberufliche Hebammen sich dazu entschließen, in der Geburtshilfe zu arbeiten. Das LfP ist von der Ersterfassung der Anträge über die Prüfung bis hin zur Verbescheidung für den Bayerischen Hebammenbonus zuständig.

### Niederlassungsprämie für Hebammen und Entbindungspfleger
Die Niederlassungsprämie für Hebammen und Entbindungspfleger beträgt einmalig 5.000 Euro. Sie kann beim LfP beantragt werden und soll der Anerkennung und Unterstützung von Hebammen und Entbindungspflegern dienen, die sich in Bayern freiberuflich niederlassen möchten. Ziel der Prämie ist es, für werdende Mütter sowie Mütter und ihre Neugeborenen eine flächendeckende, wohnortnahe Betreuung und Versorgung durch Hebammen zu sichern.

### WoLeRaF – Förderrichtlinie Pflege
Der Freistaat Bayern fördert den Aufbau neuer ambulant betreuter Wohngemeinschaften, die Schaffung von Kurzzeitpflegeplätzen in stationären Pflegeeinrichtungen sowie innovative Einzelprojekte zur Pflegethematik. Grundlage ist WoLeRaF, die Richtlinie zur Förderung neuer ambulant betreuter Wohngemeinschaften sowie zur Förderung von Vorhaben zur Verbesserung der Lebensqualität und der Rahmenbedingungen in der Pflege (Förderrichtlinie Pflege). Die Förderung kann beim LfP beantragt werden.

### PflegeSoNahFöR
Die Förderung der pflegerischen Versorgung im sozialen Nahraum, kurz PflegesoNah, fällt ebenfalls in den Aufgabenbereich des LfP. Die Förderrichtlinie soll helfen, eine flächendeckende und bedarfsgerechte pflegerische Versorgungsstruktur weiter auszubauen, damit pflegebedürftige Menschen so lange wie möglich zuhause in ihrer vertrauten Umgebung – in ihrem sozialen Nahraum –  bleiben können. Gefördert werden können Kurzzeit-, Tages- und Nachtpflegeplätze, aber auch Dauerpflegeplätze – mit und ohne Öffnung in den sozialen Nahraum – und ambulant betreute Wohngemeinschaften sowie Begegnungsstätten.

### Förderprogramm Pflegestützpunkte
Für Fragen rund um das Thema „Pflege“ im Allgemeinen, aber auch für konkretere Fragen nach Hilfs- und Unterstützungsangeboten für pflegebedürftige Menschen im Alltag, sind Pflegestützpunkte gute Anlaufstellen. Hier werden bestehende Pflegeangebote koordiniert. Ziel ist es, eine möglichst wohnortnahe Versorgung von pflegebedürftigen Menschen zu erreichen. Der Freistaat Bayern und der Bund fördern deshalb den Aufbau neuer Pflegestützpunkte ebenso wie die Vernetzung bereits bestehender Pflegestützpunkte, unter anderem, um den Wissenstransfer zwischen den verschiedenen Anlaufstellen zu stärken.

### Pflegeberufegesetz
Das LfP befasst sich mit vielen Fragen des Fachkräftemangels in der Pflege. Dazu gehört auch die Neustrukturierung der Pflegeausbildung. Mit dem Start der sogenannten generalistischen Pflegeausbildung, also der gemeinsamen Ausbildung in der Gesundheits- und Krankenpflege, Gesundheits- und Kinderkrankenpflege und Altenpflege auf Basis des Pflegeberufegesetzes, musste auch die Finanzierung gesichert sein. Die Kosten für die Ausbildung trägt zum Teil der Freistaat Bayern. Das LfP vertritt den Freistaat bei den Verhandlungen über die Ausbildungspauschalen.

### Bayerischer Demenzfonds
Die Geschäftsstelle des Bayerischen Demenzfonds ist am LfP angesiedelt. Der Fonds ist Teil der Demenzstrategie der Bayerischen Staatsregierung. Durch ihn sollen lokale Projekte und wissenschaftliche Arbeiten gefördert werden, die dabei helfen, dass demenzkranke Menschen und ihre Angehörigen trotz der Erkrankung auch weiter am gesellschaftlichen Leben teilhaben können.

### Hospiz- und Palliativversorgung
Die Geschäftsstelle für den Expertenkreis Hospiz- und Palliativversorgung hat ihren Sitz am LfP. Hier wird die Arbeit im Bereich der ambulanten und stationären Hospiz- und Palliativversorgung koordiniert und weiterentwickelt. In sieben unterschiedlichen Arbeitsgruppen (für die Bereiche „Krankenhaus“, „stationäre Einrichtungen“ „Kinder und Jugendliche“, „Gesundheitliche Versorgungsplanung“, „ambulante Versorgung“, „innovative Konzepte“ und „Eingliederungshilfe“) entwickeln Experten neue Versorgungskonzepte. So soll die Versorgung schwerstkranker und sterbender Menschen in Bayern weiter verbessert werden. Dafür sollen qualitativ hochwertige Versorgungsangebote geschaffen werden.

### MfP – Mentoren für Pflege
Ziel der Mentoren für Pflege (kurz MfP) am Bayerischen Landesamt für Pflege ist nach eigenen Angaben, einen möglichen Ausbildungsabbruch zu verhindern. Die Mentoren für Pflege sind Ansprechpartner für alle Pflege-Azubis und Pflege-Studierenden. Die MfP wollen Auszubildende in Krisensituationen und bei Herausforderungen unterstützen, die der Pflegeberuf mit sich bringt. Das Team besteht aus ausgebildeten Pflegespezialisten, verstärkt durch eine Psychologin und einen Sozialpädagogen. Pflege-Auszubildende können die MfP per Telefon oder via E-Mail kontaktieren.

### Pflege-SOS Bayern
Seit dem 7. März 2022 ist die Anlaufstelle „Pflege-SOS Bayern“ des LfP kostenfrei sowohl als Telefon-Hotline auch schriftlich per E-Mail erreichbar. Pflegebedürftige, Angehörige und Mitarbeiter von Pflegeeinrichtungen sollen dort Beschwerden vortragen können, auf Wunsch auch anonym. Die Einführung der Anlaufstelle wurde als Teil einer Qualitätsoffensive von Landesgesundheitsminister Klaus Holetschek veranlasst, nachdem eine Recherche des Team Wallraff des RTL im Februar 2022 gravierende Missstände in einem Pflegeheim in Augsburg aufgedeckt hatte, das daraufhin hatte geschlossen werden müssen.

### Weitere pflegefachliche Aufgaben
- Pflegekräfteausbildung und -gewinnung, pflegende Angehörige
- Mentorenstrategie für weniger Ausbildungsabbrüche in der Pflege
- Aktionsplan Entbürokratisierung und Digitalisierung in der Pflege – das LfP ist Kooperationspartner von digiDEM Bayern und Modellpartner des Bayerischen Staatsministeriums für Digitales (StMD) für einen bürgerfreundlichen, digitalen Behördenzugang
- Unterstützung bei der Bestandsaufnahme zu Hilfsangeboten für Kinder kranker Eltern
- Beurteilungen und Stellungnahmen im Förderbereich – z. B. bei der Förderung der Pflegestützpunkte oder der Teilhabe in der Demenz, sowie zur demenzsensiblen Bauweise und Organisation im Rahmen der Investitionskostenförderung
- Stellungnahmen zu Fachthemen und Bürgeranfragen